# James Sanford
James Sanford (* 27. Dezember 1957) ist ein ehemaliger US-amerikanischer Sprinter.
1979 siegte er beim Leichtathletik-Weltcup in Montreal über 100 m.
Über dieselbe Distanz wurde er 1978 Englischer Meister und 1979 US-Meister.

## Persönliche Bestzeiten
- 50 m (Halle): 5,61 s, 20. Februar 1981, San Diego
- 100 m: 10,02 s, 11. Mai 1980, Westwood
- 200 m: 20,19 s, 28. April 1979, Westwood